# Новочигольское сельское поселение
Новочигольское се́льское поселе́ние — муниципальное образование в Таловском районе Воронежской области Российской Федерации.
Административный центр — село Новая Чигла.

## География
По территории сельского поселения протекает река Чигла, левый приток Битюга.

## История
Статус и границы сельского поселения установлены Законом Воронежской области от 2 декабря 2004 года № 88-ОЗ «Об установлении границ, наделении соответствующим статусом, определении административных центров муниципальных образований Грибановского, Каширского, Острогожского, Семилукского, Таловского, Хохольского районов и города Нововоронеж».
Законом Воронежской области от 30 ноября 2015 года № 163-ОЗ, были преобразованы, путём их объединения Вознесеновское, Никольское и Новочигольское сельские поселения — в Новочигольское сельское поселение с административным центром в селе Новая Чигла.

## Население
| 2010  | 2012  | 2013  | 2014  | 2015  | 2016  | 2017  |
| ----- | ----- | ----- | ----- | ----- | ----- | ----- |
| 2503  | ↘2425 | ↘2348 | ↘2250 | ↘2193 | ↗3270 | ↘3226 |
| 2018  |       |       |       |       |       |       |
| ↘3215 |       |       |       |       |       |       |

## Состав сельского поселения
| №  | Населённый пункт | Тип населённого пункта       | Население |
| -- | ---------------- | ---------------------------- | --------- |
| 1  | Введенский       | посёлок                      | 14        |
| 2  | Вознесеновка     | посёлок                      | 183       |
| 3  | Воскресенский    | посёлок                      | 60        |
| 4  | Георгиевский     | посёлок                      | 34        |
| 5  | Коломенский      | посёлок                      | 9         |
| 6  | Леоновка         | посёлок                      | 1         |
| 7  | Маклика          | посёлок                      | 15        |
| 8  | Михайловский     | посёлок                      | 1         |
| 9  | Никольское       | село                         | ↘674      |
| 10 | Новая Чигла      | село, административный центр | ↘2474     |
| 11 | Новоникольский   | посёлок                      | 109       |
| 12 | Первомайский     | посёлок                      | 51        |
| 13 | Покровский       | посёлок                      | 42        |
| 14 | Шишлянников      | посёлок                      | 23        |